# Бенні Колберг
Бенні Колберг  (швед. Benny Kohlberg, 17 квітня 1954) — шведський лижник, олімпійський чемпіон.

## Виступи на Олімпіадах
| Олімпіада        | Дисципліна         | Місце |
| ---------------- | ------------------ | ----- |
| Лейк-Плесід 1980 | 15 км              | 17    |
| Лейк-Плесід 1980 | 30 км              | 13    |
| Лейк-Плесід 1980 | естафета 4 х 10 км | 5     |
| Сараєво 1984     | 15 км              | 19    |
| Сараєво 1984     | естафета 4 х 10 км | 1     |